# Gerichtsbezirk Krems an der Donau

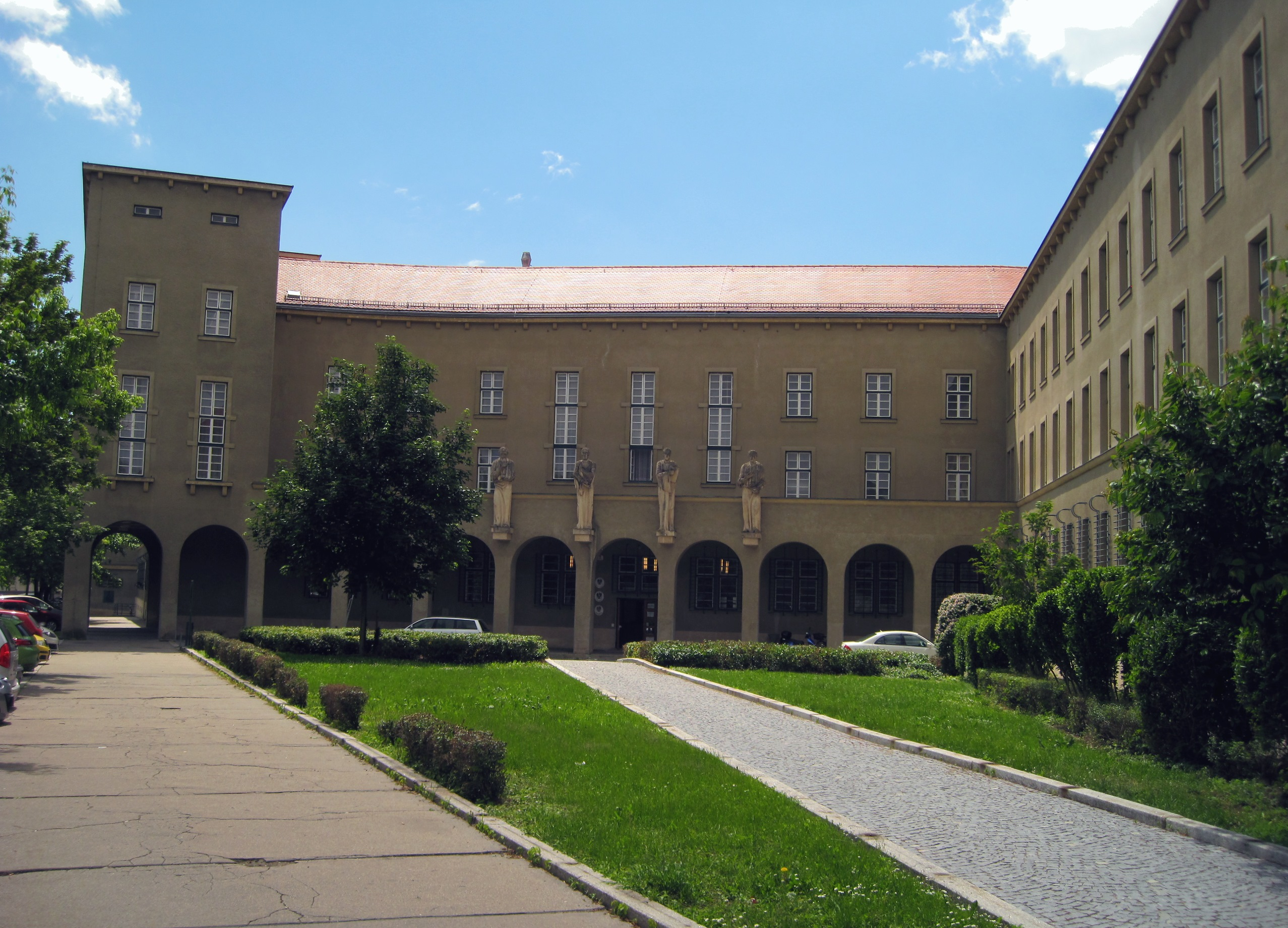
Gebäude des Landesgerichts, des Bezirksgerichts und der Staatsanwaltschaft Krems an der Donau

Der Gerichtsbezirk Krems an der Donau ist einer von 24 Gerichtsbezirken in Niederösterreich und umfasst die Statutarstadt Krems an der Donau sowie den Bezirk Krems. Der übergeordnete Gerichtshof ist das Landesgericht Krems an der Donau.

## Gemeinden
Einwohner: Stand 1. Jänner 2024

### Statutarstadt
- Krems an der Donau (25.363)

### Städte
- Dürnstein (807)
- Gföhl (3.814)
- Langenlois (7.490)
- Mautern an der Donau (3.413)

### Marktgemeinden
- Aggsbach (617)
- Albrechtsberg an der Großen Krems (993)
- Furth bei Göttweig (3.023)
- Grafenegg (3.315)
- Hadersdorf-Kammern (1.995)
- Krumau am Kamp (732)
- Lengenfeld (1.413)
- Lichtenau im Waldviertel (2.031)
- Maria Laach am Jauerling (897)
- Mühldorf (1.238)
- Paudorf (2.701)
- Rastenfeld (1.581)
- Rossatz-Arnsdorf (1.040)
- Schönberg am Kamp (1.857)
- Senftenberg (1.896)
- Spitz (1.545)
- St. Leonhard am Hornerwald (1.118)
- Straß im Straßertale (1.784)
- Stratzing (885)
- Weißenkirchen in der Wachau (1.379)

### Gemeinden
- Bergern im Dunkelsteinerwald (1.310)
- Droß (1.023)
- Gedersdorf (2.165)
- Jaidhof (1.245)
- Rohrendorf bei Krems (2.117)
- Weinzierl am Walde (1.201)

## Geschichte
1923 wurde der Gerichtsbezirk Mautern aufgelassen, die Gemeinden wurden dem Gerichtsbezirk Krems an der Donau zugeschlagen.
1992 wurden die Gerichtsbezirke Spitz (Gemeinden Spitz, Aggsbach, Maria Laach am Jauerling und Mühldorf) und Gföhl (Gemeinden Gföhl, Jaidhof, Krumau am Kamp, Lichtenau im Waldviertel, Rastenfeld und St. Leonhard am Hornerwald) aufgelassen, die Gemeinden wurden dem Gerichtsbezirk Krems an der Donau zugeschlagen.
Mit dem 1. Juli 2002 wurde der Gerichtsbezirk Langenlois aufgelöst und die Gemeinden Etsdorf-Haitzendorf (seit 2003 Grafenegg), Hadersdorf-Kammern, Langenlois, Lengenfeld, Schönberg am Kamp und Straß im Straßertale wurden dem Gerichtsbezirk Krems an der Donau zugeschlagen.